# Saïd-Otba
Les Saïd Otba (en arabe : سعيد عتبة) est une tribu arabe algérienne d'ascendance Hilalites. Ils étaient encore bédouins et vivaient autour des régions de Ghardaïa et de Ouargla, alliés des Larbaa.

## Origines
Les Saïd Otba sont une tribu arabe bédouine, issues de la tribu Saïd[réf. nécessaire], branche des Riyah de Banu Hilal. Ces derniers vont faire partie d'un remplacement de population de la région de Laghouat, autrefois sous l'hégémonie zénètes (dont les Laghouat Ksan sont la trace), l'afflux d'arabes bédouins va bouleverser la région.
D'autre versions content l'ascendance à un "Rabi'a ben al-Otbi" qui aurait eu 4 fils et formait donc 4 branches tribales, les descendants des deux premiers fils furent les maîtres de la tribu et les descendants des deux derniers furent les serfs, à la suite de cela d'autres fractions ont rejoint les Saïd Otba.

## Histoire
Les Mozabites et les Saïd Otba étaient en très bon termes et étaient des collaborateurs commerciaux important, dont dans le marché des chevaux. Ce sont des nomades, campant dans la région de Ouargla d'octobre à janvier, lors de la saison des dattes, puis ils ce déplacent vers Ngoussa où ils y restent 3 semaines avant d'aller au Mzab, vers début avril, ils paturent dans l'Oued Zergoun, point de rencontre avec leurs alliés historique les Larbaa[réf. nécessaire].

### Colonisation française
En 1849, le "sultan" de N'Goussa devient khalife de Ouargla et reconnaît la souveraineté de la France sur son territoire, ce qui va engendrer la révolte de plusieurs tribus, dont les Saïd Otba qui vont être dirigé par le Cherif Mohamed Ben Abd'Allah, qui sera un des leader du Siège de Laghouat, mais il sera défait en 1954 et le début de la pacification du territoire, il était a la tête d'une armée tribal saharienne composé de Larbaa, Saïd Otba, Mekhadma, de Chaamba et des Mozabites de Ouargla.

## Religion
Les Saïd Otba et les Larbaa sont les seuls a amené la Tijaniya et être leurs adeptes dans le Sahara Algérien.

## Personnalités
- Adda ben Baadji[8] : Caïd des caïds des Saïd-Otba

### Pages connexes
- Larbaa
- Chaamba
- Ouargla